# خنفساء القلف رباعية الأشواك
خنفساء القلف رباعية الأشواك أو خنفساء قلف شجر الجوزية (الاسم العلمي: Scolytus quadrispinosus) (بالإنجليزية: hickory bark beetle)‏ هو نوع من الحشرات يتبع جنس خنفساء القلف من فصيلة السوسية الحقيقية.